# لازوردي (لون)
لازوردي (بالإنجليزية: Azure )‏ هو أحد الألوان الزرقاء، ويعرف باللون الأزرق السماوي اللامع الذي غالباً ما يوصف بلون السماء في يوم صافٍ. طول موجته هو حوالي 488 نانومتر.
كما يتم وصف هذا اللون أحيانًا بلون الأزرق البراندي.